# Шестопалова, Людмила Викторовна
Людмила Викторовна Шестопалова (2 июня 1987) — российская футболистка, вратарь.

## Биография
Воспитанница воронежской «Энергии». В 2005 году была в заявке игравшего в высшем дивизионе реутовского «Приалита». В 2006 году выступала за клуб «Звезда-2005» (Пермь) и стала в его составе победительницей первого дивизиона. На старте сезона 2007 года сыграла несколько матчей в высшем дивизионе за клуб «Рязань-ВДВ». В 2008 году была в заявке «Россиянки», но не провела ни одного матча.
С 2010-х годов тренирует детские команды девочек и мальчиков в ДЮСШ посёлка Шуберское Воронежской области. Работала старшим тренером сборной девочек (до 15 лет) Воронежской области. Судила матчи первой лиги среди женщин в качестве линейного арбитра.